# Evangeliumsdienst für Israel
Der Evangeliumsdienst für Israel e. V. (EDI) ist ein gemeinnütziger Verein mit Sitz in Ostfildern bei Stuttgart. Er wurde 1971 als freies, spendenfinanziertes Werk innerhalb der Evangelischen Landeskirche in Württemberg gegründet und ist bis heute dort beheimatet.
Seine Ziele sind: eine positive Haltung zum jüdischen Volk zu fördern; Christen bewusst zu machen, dass ihr Glaube im biblischen Judentum verwurzelt ist; messianische Juden, also Juden, die an Jesus glauben, zu unterstützen; jüdischen Menschen in Liebe und mit Respekt bezeugen, dass Jesus von Nazareth ihr Messias ist und die Begegnung von messianischen Juden und arabischen Christen in Israel zu fördern.

## Geschichte
Im Dezember 1971 gründete Alfred Burchartz mit der Unterstützung von Freunden und der Evangelischen Landeskirche in Württemberg den EDI. Zuvor arbeitete er bei der Schweizerischen Evangelischen Judenmission (SEJ). Die SEJ erfuhr jedoch in den 1960er Jahren einen tiefgreifenden Wandel und lehnt seitdem jede „Judenmission“ ab. Daraufhin verließ Burchartz die Organisation, die heute als Stiftung für Kirche und Judentum firmiert.
Als Leiter des EDI entfaltete Burchartz eine große Schaffenskraft: Er schrieb Bücher und Essays, sprach auf Konferenzen sowie in Kirchen und unterrichtete an Bibelschulen; das alles geschah mit dem Ziel, Christen das Judentum und seine Traditionen nahezubringen. 1989 übergab Burchartz die Geschäftsführung an Hartmut Renz.
1994 kam ein weiterer Schwerpunkt in der Arbeit des EDI hinzu. Mit Anatoli Uschomirski – jüdisch-messianischer Buchautor und theologischer Referent des EDI – und seiner Frau kamen messianische Juden zum Team, die eine sozial-diakonische und evangelistische Arbeit unter russischsprachigen Juden begannen und eine messianische Gemeinde gründeten. Damit fing auch eine theologische Debatte zu dem Thema „Judenmission“ an, die bis heute zwischen den Kirchen und dem Zentralrat der Juden stattfindet.
2010 wurde Armin Bachor zum Theologischen Leiter des EDI ernannt und übernahm gleichzeitig die Geschäftsführung.
Der Vorstand wird seit der Gründung von einem Pfarrer der Württembergischen Landeskirche besetzt:
- 1982–1992 Wolfgang Miller
- 1992–2007 Rainer Uhlmann
- 2007–2015 Joachim Rieger
- 2015–2018 Johannes Luithle
- seit 2018 Markus Hägele

## Arbeit
Die Arbeit des EDI liegt schwerpunktmäßig auf der Begleitung jüdisch-messianischer Gemeinden in Deutschland und Israel. Der Verein selbst ist nicht missionarisch aktiv, sondern sieht seine Aufgabe darin, messianische Juden in Deutschland in ihrer theologischen Entwicklung zu begleiten und in ihren gemeindlichen Diensten zu unterstützen. Die konkrete Zusammenarbeit in Israel erfolgt weitgehend auf informationeller Ebene. Zudem finanziert der Verein sozial-diakonische Projekte der Gemeinden, wie zum Beispiel das Seniorenwohnheim Ebenezer in Haifa und den Dienst der Messianischen Gemeinde in Arad unter Beduinen. Auch Versöhnungsinitiativen in Israel werden gefördert, die Arabisch sprechende Christen und messianische Juden zusammenbringt, mit dem Ziel, Verständigung auf der Basis des Evangeliums zu erreichen und in Versöhnung zu leben.
Ein weiteres Anliegen des Evangeliumsdienstes ist es, Christen über die jüdischen Wurzeln ihres Glaubens aufzuklären und Liebe und Verständnis für das Judentum zu entwickeln. So gibt der EDI Broschüren heraus, die jüdische Traditionen erklären oder historische Themen aufgreifen. Darüber hinaus organisiert der Verein einschlägige Seminare und stellt Vorträge sowie Predigten, die sich mit theologischen Aspekten des messianischen Judentums auseinandersetzen, Interessierten zur Verfügung. Der EDI schafft daher an verschiedenen Stellen Möglichkeiten für Begegnungen und theologische Gespräche zwischen Christen und messianischen Juden.
Der EDI sieht sich in Bezug auf die messianischen Juden gegenwärtig in einer Vermittlerrolle in den Gemeinden, Kirchen und Bildungsinstitutionen und möchte Verständnis dafür wecken, dass Juden, die an Jesus als ihren Messias glauben, ihren Glauben in einer jüdischen Ausdrucksform pflegen und praktizieren. In diesem Zusammenhang beginnen messianische Juden eine messianisch-jüdische Theologie und Halacha (Glaubenspraxis) zu etablieren. Das geschieht in Analogie zu den jüdischen Jesusnachfolgern des 1. Jahrhunderts, die sich in der Synagoge versammelten und sich selbst nicht Christen (Urchristentum), sondern „Heilige“ nannten. Jüdische Jesusnachfolger bleiben aber Teil der jahrtausendealten Tradition des jüdischen Volkes und gehören nicht einer „anderen Religion“ an, auch wenn das heute normgebende rabbinische Judentum sie noch nicht als eine „Konfession“ des Judentums anerkennt.

## Positionen
Sein theologisches Selbstverständnis begründet der EDI in seinen Leitlinien mit dem paulinischen Bild vom Leib Christi, der aus Juden und Heiden besteht (1 Kor 12,13 ), (Gal 3,26-28 ), (Eph 2,14 ), (Kol 3,11 ). Die jüdische Identität eines Gläubigen bleibt auch dann weiter bestehen, wenn er an Jesus glaubt. Da Jesus selbst Jude war, genauso wie die Apostel und die ersten Gemeinden, müsse man das Neue Testament aus seinem jüdischen Kontext heraus verstehen.
Der EDI hält an der bleibenden Erwählung Israels fest und lehnt Ersatztheologien ab; der ewig gültige Bund Gottes mit Abraham, Isaak und Jakob sei Ausdruck von „Liebe und Zuwendung zu seinem Volk Israel“. Die Völker erhalten Zugang zum Heil durch Jesus Christus. Darin sieht der EDI die Erfüllung einer Verheißung, die bereits Abraham gegeben wurde (Gen 12,4 ). Das Evangelium gelte allen Menschen, Juden wie Nichtjuden, einen „zweiten“ Weg zur Erlösung lehnt der EDI strikt ab.
Der EDI betont die Einheit der Bibel. Altes und Neues Testament gehörten untrennbar zusammen, der gesamte Text habe für Christen bis heute Gültigkeit. Der Glaube an Jesus Christus sei „immer auch Glaube an den Gott Abrahams, Isaaks und Jakobs“.
„Judenmission“, so sie denn darauf abziele, Juden zu irgendeiner „Form von Christentum“ zu bekehren, sei abzulehnen, so der EDI. Denn es gilt, „dass Juden, die an als ihren Messias glauben, nicht zu einem fremden Gott konvertieren“. Grundsätzlich aber begrüßt der EDI in der Begegnung mit jüdischen Menschen: „Wer im Geist Jesu Christi das Evangelium in Wort und Tat weitergibt, wird es immer in Respekt, Achtung und Liebe tun, auch wenn der jüdische Gesprächspartner Jesus als Messias ablehnt.“ Der Evangeliumsdienst bekennt die Schuld der Kirche, Juden über Jahrhunderte hinweg ausgegrenzt und verfolgt zu haben und lehnt jede Form von Antisemitismus ab.

## Kontroversen
Kritik am EDI entzündet sich an seiner Haltung zur Evangelisation unter Juden. Damit stehe er im Widerspruch zur offiziellen Position der Evangelischen Kirche in Deutschland. Die EKD sprach sich nach langen Debatten und Vorstößen einzelner Landeskirchen 1998 erstmals öffentlich gegen jede Form von Judenmission aus. Als ein Jahr später der Evangeliumsdienst für Israel zum „Markt der Möglichkeiten“ auf dem Evangelischen Kirchentag zugelassen wurde, sagte die Israelitische Religionsgemeinschaft Württemberg ihre Teilnahme aus Protest ab. Daraufhin wurde der EDI wieder ausgeladen mit der Begründung, den christlich-jüdischen Dialog nicht stören zu wollen.
Allerdings hat die Synode der Evangelischen Kirche in Württemberg im Jahr 2000 zukunftsweisend beschlossen, dass sie sowohl mit jüdischen Gemeinden als auch mit „messianischen Juden“ und ihren Gemeinden in Kontakt und Austausch bleiben und für beide eintreten wolle. 2010 erhielten messianische Organisationen auf dem Ökumenischen Kirchentag in München die Möglichkeit, sich und ihr Anliegen zu vertreten. Dies war der Initiative der bayerischen Landessynode zu verdanken. Der Heidelberger Theologe Theo Sundermeier kritisierte ebenfalls die Haltung der Evangelischen Kirche, messianischen Juden und damit Glaubensgeschwistern den Kontakt zu verweigern; dies geschehe aufgrund einer falsch verstandenen Rücksicht gegenüber traditionellen jüdischen Gemeinden. An der Entscheidung der EKD hat sich bisher nichts geändert. Im Vorfeld des Kirchentags 2015, der in Stuttgart stattfand, sorgte der Landesbischof Frank Otfried July für Aufsehen, als er verlauten ließ, messianische Juden seien eingeladen, am Kirchentag teilzunehmen. Dieser Vorstoß scheiterte jedoch an den Organisatoren und der „Markt der Möglichkeiten“ blieb auch in diesem Jahr messianischen Gemeinden versperrt. Allerdings fand auf Drängen der Gastgeber in der Liederhalle eine Podiumsdiskussion statt, bei der erstmals ein messianischer Jude auf einem Kirchentag zu Wort kam. Zudem fand in der messianisch-jüdischen Gemeinde Adon Jeschua in Stuttgart ein außerplanmäßiger Schabbatgottesdienst einschließlich einer Podiumsdiskussion statt, zu dem etwa 400 Gäste kamen.
Am 9. November 2016 veröffentlichte die Synode der EKD das Papier „... der Treue hält ewiglich“ (Ps 146,6 ) – „Eine Erklärung zu Christen und Juden als Zeugen der Treue Gottes“. Darin bekräftigte sie ihr Nein zur Judenmission: „Christen sind – ungeachtet ihrer Sendung in die Welt – nicht berufen, Israel den Weg zu Gott und seinem Heil zu weisen. Alle Bemühungen, Juden zum Religionswechsel zu bewegen, widersprechen dem Bekenntnis zur Treue Gottes und der Erwählung Israels.“ Der EDI kritisierte zum einen die Aussage über Zwangskonversionen in der Einleitung zu den Thesen; schließlich gebe es diese heute nicht mehr. Zum anderen merkte er kritisch an, dass die Existenz messianischer Juden mit keinem Wort in der Kundgebung erwähnt werde. Letzteres holte der Rat der EKD ein Jahr später nach.
Im Oktober 2017 veröffentlichte die EKD ein Positionspapier, in dem sie sich ausführlich mit der neueren Messianischen Bewegung in Deutschland auseinandersetzte. Auch der EDI wird als Unterstützer erwähnt, verbunden mit der Unterstellung, die Unterstützer hielten das Judentum für „defizitär“, indem sie auf dem Bekenntnis zu Christus als Erlöser für alle, und damit auch für Juden, beharrten. Der EDI reagierte auf diese Erklärung mit einer Stellungnahme im April 2018, in der Respekt ausgedrückt wird für die im jüdisch-christlichen Dialog gewonnenen Ergebnisse und als vordringliche Aufgabe angemahnt wird, die ersten vier Jahrhunderte der Kirchengeschichte neu aufzuarbeiten. Die Bedeutung von messianischen Juden „zwischen“ dem rabbinischen Judentum und der verfassten Kirche damals müsse auch von der Evangelischen Kirche in Deutschland (EKD) im gegenwärtigen Kontext des jüdisch-christlichen Dialoges erneut definiert werden, im Anschluss an die Erklärung der EKD von Berlin-Weißensee 1950, die bekannte, eine „Kirche aus Judenchristen und Heidenchristen“ zu sein.

## Kooperationen und Mitgliedschaften
Der EDI ist als innerkirchliches Werk Mitglied der Württembergischen Evangelischen Arbeitsgemeinschaft für Weltmission (WAW) und Kooperationspartner der Evangelischen Mission in Solidarität (EMS) sowie Mitglied in der Evangelischen Mittelost-Kommission (EMOK) der Evangelischen Kirche in Deutschland (EKD). Auf internationaler Ebene ist der Evangeliumsdienst für Israel Mitglied der Lausanne Consultation on Jewish Evangelism (LCJE).

## Veröffentlichungen (Auswahl)
- Armin Bachor (Redaktionsleiter), Helga Weis: Kirche für Israel Beiträge zum Israelsonntag. In: Evangeliumsdienst für Israel e.V. (Hrsg.): Kirche für Israel. Jubiläum 50 Jahre EDI. Ostfildern 2021 (archive.org [PDF]).